# NC-4 Medal
La NC-4 Medal est une décoration militaire autorisée par le Congrès des États-Unis en 1929 pour commémorer la traversée de l'Atlantique effectuée en 1919 par les membres de la mission NC-4. À l'origine, il s'agissait d'une médaille de table non portable. En 1935, une version portable de la médaille a été autorisée. Médaille commémorative, la NC-4 Medal n'a été décernée qu'une seule fois et ne figure pas actuellement dans les tableaux de préséance de l'U.S. Navy (marine américaine).

## Contexte
En 1919, la marine américaine décide de planifier une mission visant à réaliser la première traversée transatlantique par avion. Cette mission devait démontrer les capacités de l'hydravion Curtis de la marine. La mission a débuté avec trois avions identiques, NC-1, NC-3 et NC-4, qui ont quitté la Naval Air Station Rockaway le 8 mai 1919. Le 15 mai, les appareils arrivent à Trepassey (Terre-Neuve), après avoir fait des escales, où ils rencontrent leur "navire de base", l'USS Aroostook (CM-3), récemment converti de mouilleur de mines en ravitailleur d'hydravions.
Après avoir été réparés et remis en état, les NC décollent pour les Açores le 16 mai. Au cours de la plus longue étape du voyage, les avions sont guidés par un piquet de vingt-deux navires de la marine américaine, espacés d'environ 80 km. Les navires, brillamment éclairés, maintiennent les avions sur leur trajectoire pendant la nuit.
Après avoir volé toute la nuit, le NC-4 est le seul avion à arriver aux Açores. Après un temps de vol de 15 heures et 18 minutes, le NC-4 arrive à la ville de Horta, sur l'île de Faial, aux Açores, le 17 mai 1919. L'équipage a parcouru environ 1 920 km. Pendant le vol, le mauvais temps avait forcé les NC-1 et NC-3 à se poser en pleine mer, le NC-4 étant le seul avion à avoir terminé le vol avec succès.

## Autorisation de la médaille
À la suite de la médaille d'or du Congrès décernée en 1928 à Charles Lindbergh pour le premier vol transatlantique en solitaire, le représentant James Russell Leech de Pennsylvanie a cherché à rendre hommage à l'équipage du NC-4. En 1929, il a présenté un projet de loi visant à honorer l'exploit de l'équipage du NC-4 pour le premier vol transatlantique.
Le Congrès des États-Unis a adopté la United States Statutes at Large/Volume 45/70th Congress/2nd Session/Chapter 167|loi publique 70-714 le 9 février 1929. Cette loi autorise l'attribution de médailles aux membres de l'équipage du NC-4. La loi était libellée comme suit:
Le Sénat et la Chambre des représentants des États-Unis d'Amérique, réunis en Congrès, décrètent que le président est autorisé à décerner, au nom du Congrès, des médailles d'or d'un modèle approprié au commandant John H. Towers pour avoir conçu, organisé et commandé le premier vol transatlantique, au capitaine de corvette Albert C. Read, de la marine des États-Unis, commandant de NC-4, au lieutenant Elmer F. Stone, de la garde côtière des États-Unis, pilote de NC-4, et à l'équipage de NC-4. Stone, garde-côte des États-Unis, pilote ; à l'ancien lieutenant Walter Hinton, marine des États-Unis, pilote ; au lieutenant Herbert C. Rodd, marine des États-Unis, opérateur radio ; à l'ancien lieutenant James L. Breese, réserve navale des États-Unis, ingénieur ; et à l'ancien Machinist's Mate Eugene Rhodes, marine des États-Unis, ingénieur, pour leurs exploits extraordinaires lors du premier vol transatlantique réussi, à bord de l'hydravion de la marine des États-Unis NC-4, en mai 1919
.
La médaille originale était une médaille de table non portable. Cette médaille a été remise au capitaine de corvette (Lieutenant Commander) Read et aux cinq autres membres de l'équipage du NC-4. Une médaille a également été décernée au commandant Towers, commandant du NC-3, qui n'a pas terminé le vol. Bien qu'il ait pu être le commandant du NC-3, c'est lui qui commandait la mission en tant que commandant de la première division d'hydravions,.

### Autorisation de porter la médaille
Le 29 avril 1935, le Congrès adopte la loi 74-43 (10 U.S.C. § 6255) qui autorise le personnel de l'U.S. Navy et du Marine Corps à porter des versions miniatures de médailles qui n'étaient pas destinées à être portées auparavant. Cela signifie que des récompenses telles que la médaille NC-4 peuvent désormais être portées, à la discrétion du secrétaire à la marine, sur l'uniforme militaire, accompagnées d'un ruban de suspension approprié ou portées comme ruban de service dans des occasions moins formelles.

## Apparence
L'avers de la médaille porte l'image stylisée d'une mouette volant au-dessus des vagues de l'océan, entourée des mots "FIRST TRANSATLANTIC FLIGHT UNITED STATES NAVY MAY 1919" en relief le long des bords extérieurs de la médaille. Au revers, au centre de la médaille, entourée d'un cercle, figure l'inscription "NC-4", surmontée des mots "NEWFOUNDLAND" au-dessus et "PORTUGAL" en-dessous. Dans la moitié inférieure de la médaille, en deux arcs, figure l'inscription "PRESENTED - BY - THE - PRESIDENT - OF - THE - UNITED - STATES - IN - THE - NAME - OF - CONGRESS". Dans la moitié supérieure de la médaille, les noms des récipiendaires figurent à l'endroit correspondant : "J.H. TOWERS" - "A.C. READ" - "E.F. STONE" - "W. HINTON" - "H.C. RODD" - "J.L. BREESE" - "E. RHODES".
Il est très rare qu'une médaille d'or du Congrès soit fabriquée pour être portée sur un vêtement.
La médaille NC-4 figurait dans les anciens tableaux de préséance de la marine américaine après la Peary Polar Expedition Medal (médaille de l'expédition polaire Peary) et avant la médaille de la Byrd Antarctic Expedition Medal (médaille de l'expédition antarctique Byrd) Le récipiendaire qui fut plus tard nommé vice-amiral, John Towers, a été photographié à plusieurs reprises en tant que contre-amiral et vice-amiral portant la médaille NC-4 et le ruban avant toutes ses autres récompenses. À la suite des différents départs à la retraite, des décès et de la libération du service militaire des premiers récipiendaires, la médaille NC-4 est devenue obsolète et ne figure sur aucun tableau de préséance des récompenses militaires.

## Les récipiendaires
La première médaille NC-4 a été remise par le président Herbert Hoover en mai 1930.
- Commander John H. Towers, USN
- Lieutenant Commander Albert C. Read, USN
- Lieutenant Elmer F. Stone, USCG
- Lieutenant Walter Hinton, USN
- Ensign Herbert C. Rodd, USN
- Lieutenant James L. Breese Jr., USNR
- Chief Machinist's Mate Eugene S. Rhoads[9], USN.

Le nom de famille d'Eugene Rhoads a été mal orthographié en Rhodes sur la citation et la médaille.

## Source
- (en) Cet article est partiellement ou en totalité issu de l’article de Wikipédia en anglais intitulé « NC-4 Medal » (voir la liste des auteurs).